# A Vigilante
A Vigilante è un film del 2018 diretto da Sarah Daggar-Nickson.
Pellicola drammatica sceneggiata dalla stessa regista, con protagonista Olivia Wilde che figura anche tra i produttori.

## Trama
Dopo essere stata vittima di abusi, Sadie dedica la sua esistenza ad aiutare altre donne in difficoltà e a cercare il marito che le ha fatto violenza.

## Produzione
Nel novembre 2016 fu annunciato che Olivia Wilde era entrata nel cast del film e che quell'anno sarebbe stato diretto da Sarah Daggar-Nickson e prodotto da Randall Emmett, George Furla, Andrew D. Corkin, Lars Knudsen e Ambyr Childers.

## Distribuzione
Il film fu proiettato al South by Southwest il 10 marzo 2018. Saban Films e DirecTV Cinema acquisirono i diritti di distribuzione negli Stati Uniti.